# Уязвимата империя
„Уязвимата империя“ (на английски: Naked Empire) е осмата книга от епичната фентъзи поредица на американския писател Тери Гудкайнд „Мечът на истината“.

## Издания
Книгата е издадена през 2003 г. от американското издателство „Tor Fantasy“. През 2003 г. е издадена в две части от българското издателство „Прозорец“ в превод на Невена Кръстева.

## Сюжет
Внимание:  Текстът по-долу разкрива сюжета на произведението (или части от него)!
Тази книга започва с Ричард и Калан, все още в Стария свят, които пътуват обратно към Новия свят. Нов герой, Оуен, ги моли за помощ, за да освободят народа си от ръцете на Имперския орден. Те са нападнати от привидно мистериозна прашна буря, която задържа силуета на мъж. Ничи им изпраща предупредително писмо, но преди да успеят да дочетат писмото, те са нападнати от наемници на Имперския орден. След като научават, че Ричард е бил отровен от Оуен, те трябва да се върнат по-дълбоко в Стария свят към Бандакарите. Те откриват древна граница, защитаваща Бандакарската империя от външни нашественици, паднала преди две години и сега Имперският орден е окупирал тази нация от хора с крехък ум. Скоро Ричард и Калан научават за ново чудовище, създадено от Сестрите на мрака на Джаганг.
Ричард, Калан, Кара, Дженсен, Фридрих и Том са в Стария свят, близо до Стълбовете на Сътворението. Те се опитват да определят значението на малка статуя, наподобяваща Калан. Кара я докосва и тя се активира като пясъчен часовник. Ричард забелязва няколко гарвана и подозира, че птиците някак си ги следят. Посред нощ сред гарваните се вижда сянка на мъж, чийто силует се разкрива от вихрушката от пясък и прах. Ричард открива и съществуването на граница, наскоро разрушена, подобна на тези, поставени между Западната земя, Средната земя и Д'Хара, въпреки че не може да разбере защо съществува. Дарбата на Ричард отново му причинява главоболия, но те са различни от преди. Докато продължават да пътуват, те се пресичат с млад мъж на име Оуен, който разпознава Ричард като лорд Рал и моли Ричард да помогне за спасяването на народа му от Ордена, тъй като собственият му народ е твърде просветен, за да извършва насилствени дела. С други проблеми, на които е на ума, Ричард отказва и изпраща Оуен. Ричард започва да забелязва проблем с Меча на истината, както и с магията си. Освен това, той започва да развива треска и настинки. Ничи изпраща предупредително писмо, но то е унищожено от Имперския орден, преди да успеят да го прочетат.
Междувременно Зед и Ади се завръщат в Магьосническата крепост, за да я защитават от Магьосниците на император Джаганг. Те обаче са победени от натрапници, които влизат в крепостта, незасегнати от нито едно от поставените защитни заклинания. Сестра влиза в крепостта, след като Зед и Ади са вързани и Рада'Ханс са поставени около вратовете им.
Ричард е отровен от Оуен, мъж от империята Бандакар, за да го принуди да спаси народа на Бандакар от Ордена. Подобно на Дженсен, Оуен е по рождение ненадарен, което означава, че е имунизиран и невидим за магия. Пристигайки в земите на Бандакар, той ги заварва интелектуално и културно изостанали, възприели философията на агресивна пасивност, позволявайки си да бъдат изцяло доминирани от Ордена. Предвид пълната им липса на способност да извършват насилие, Оуен довежда Ричард, вярвайки, че може да прогони Ордена. Ричард открива, че Бандакарите са отдавна изгубените потомци на по рождение ненадарените деца на Дома на Рал, прогонени през границите в Стария свят преди три хиляди години. Веднъж пристигнали в Стария свят, велик магьосник ги изолира, за да предотврати заразяването на останалия свят с идеите им. Използвайки Бандакарите като заложници, Джаганг ги изпраща в Магьосническата крепост, за да я ограби, тъй като по рождение ненадарените Бандакари са напълно имунизирани срещу магия.
Ричард настоява да се срещне с техния водач и е шокиран да открие, че Мъдрата е просто дете със завързани очи, индоктринирано в техните вярвания, тъй като те са вярват, че невинни деца не могат да ги подведат. След като доказва чрез дебат, че това е безсмислено, Ричард е почти убит от Бандакар, все още отдаден на пасивните им вярвания, а ужасените Бандакар осъзнават, че въпреки идеологията си, те също са способни на насилие. След като сформира специална армия от новопокръстените Бандакар, Ричард убива Никълъс Плъзгача – съществото, създадено от Сестрите на Мрака, като мами Никълъс да остави тялото си уязвимо.
Осмото правило на магьосника, разкрито в „Уязвимата империя“ (гл. 61), е:
| „ | Заслужи победата. | “ |

В романа това е обяснено по следния начин: 
| „ | Бъди оправдан в убежденията си. Бъди напълно отдадем. Спечели това, което искаш и от което се нуждаеш, вместо да чакаш другите да ти дадат това, което желаеш. | “ |